# Nicolae Nestorescu
Nicolae Nestorescu (n. 13 septembrie 1901, Buzău, România – d. 15 decembrie 1969, București, România) a fost un medic român, membru corespondent al Academiei Române.

## Distincții
- titlul de Medic Emerit al Republicii Populare Romîne (18 august 1964) „pentru merite excepționale și realizări deosebite în domeniul ocrotirii sănătății oamenilor muncii”[1]